# Iàkov Zeldóvitx
Iàkov Boríssovitx Zeldovitx, FRS (belarús: Я́каў Бары́савіч Зяльдо́віч, rus: Я́ков Бори́сович Зельдо́вич; 8 de març de 1914 - 2 de desembre de 1987), també conegut com a YaB,fou un físic soviètic, conegut per les seves prolífiques contribucions a la cosmologia i a la física dels fenòmens termonuclears i hidrodinàmics.
A partir de 1943, Zeldóvitx va tenir un paper crucial en el desenvolupament del projecte soviètic de la bomba atòmica. El 1963 va tornar a l'àmbit acadèmic per iniciar-se en aportacions pioneres en la comprensió fonamental de la termodinàmica dels forats negres i ampliar l'abast de la cosmologia física.

## Biografia

### Primers anys i educació
Iàkov Zeldóvitx va néixer en una família jueva belarussa a la casa del seu avi a Minsk, llavors gubèrnia de Minsk de l'Imperi Rus, el 8 de març de 1914. Tanmateix, a mitjan 1914, la família Zeldóvitx es va traslladar a Leningrad (actualment Sant Petersburg). Hi van residir fins a l'agost de 1941, quan la família va ser evacuada juntament amb la facultat de l'Institut de Física Química a Kazan per evitar la invasió de l'Eix de la Unió Soviètica.Van romandre a Kazan fins a l'estiu de 1943, quan Zeldóvitx es va traslladar a Moscou.
El seu pare, Borís Naúmovitx Zeldóvitx, era funcionari judicial; la seva mare, Anna Petrovna Zeldóvitx (de soltera Kivelióvitx), traductora del francès al rus, era membre de la Unió d'Escriptors Soviètics. Tot i haver nascut en una família jueva devota i religiosa, Zeldóvitx era un "ateu absolut".
Zeldóvitx era un autodidacte. Es considerava que tenia un intel·lecte notablement versàtil, i durant la seva vida va explorar i va fer contribucions importants en un ampli ventall de desafiaments científics. A partir d'una oportunitat donada el maig de 1931, va obtenir un nomenament com a assistent de laboratori a l'Institut de Física Química de l'Acadèmia de Ciències de l'URSS, i va romandre associat a l'institut durant la resta de la seva vida.Com a assistent de laboratori, va rebre instruccions preliminars sobre temes relacionats amb la fisicoquímica i va construir la seva reputació entre els seus col·legues sèniors a l'Institut de Física Química.
Va estudiar externament a la Facultat de Física i Matemàtiques de la Universitat Estatal de Leningrad i a la Facultat de Física i Mecànica de l'Institut Politècnic de Leningrad, a l'escola de postgrau de l'Institut de Física Química de la Acadèmia de Ciències de l'URSS de Leningrad (1934).
El 1936 aconseguí el grau de Kandidat nauk en física i matemàtiques, en defensar reeixidament la seva dissertació sobre el tema de l'«adsorció i catàlisi en superfícies heterogènies».La centralitat de la seva tesi es va centrar en la investigació sobre l'isoterma d'adsorció Freundlich (o clàssica), i Zeldóvitx va descobrir el fonament teòric d'aquesta observació empírica.
El 1939, Zeldóvitx va preparar la seva tesi basada en la teoria matemàtica de la interpretació física de l'oxidació del nitrogen i va aconseguir el grau de Doktor nauk en física i en matemàtiques.Zeldóvitx va descobrir el seu mecanisme, conegut en química física com a mecanisme de Zeldóvitx.
Del 1946 al 1948 va dirigir el departament teòric de l'Institut de Física Química. Al mateix temps, fins al 1948, va ser professor a l'Institut d'Enginyeria Física de Moscou.

### Projecte soviètic de la bomba atòmica
Zeldóvitx és considerat com un dels principals secrets del projecte d'armes nuclears soviètic i els seus viatges a l'estranger van ser molt restringits a Europa de l'Est sota una estreta seguretat per part de la Unió Soviètica. Poc després del descobriment de la fissió nuclear pel químic alemany Otto Hahn el 1939, Iàkov Zeldóvitx i Iuli Khariton van ser els primers a calcular la cinètica de la reacció en cadena de fissió en una solució aquosa d'urani. El treball de Khariton i Zeldóvitx es va estendre cap a les teories de la ignició, la combustió i la detonació, que comptaven amb funcions no explicades anteriorment o funcions previstes correctament que encara no s'havien observat.
Zeldóvitx va proposar un model (model Zeldóvitx-von Neumann-Döring, o model ZND) de propagació d'una ona de detonació plana en un gas: el front de l'ona de xoc comprimeix adiabàticament el gas fins a una temperatura en la qual comencen les reaccions de combustió químiques, que, al seu torn, suporten la propagació estable de l'ona de xoc.
Des del 1938 va dirigir el laboratori a l'Institut de Física Química de l'Acadèmia de Ciències de l'URSS. Va haver d'interrompre la seva feina a causa de l'invasió alemanya de la Unió Soviètica.A finals d'agost de 1941, va ser evacuat a Kazan juntament amb l'institut, on el Comissariat Popular de Municions li va encarregar la tasca de realitzar treballs sobre les pólvores convencionals que serien subministrades a l'Exèrcit Roig, mentre que a Khariton se li va demanar que dissenyés els nous tipus d'armes convencionals.
El setembre del 1942, Stalin, que havia vist proves dels programes nuclears soviètics, decidí iniciar un programa soviètic per desenvolupar una bomba atòmica, presidit per Ígor Kurtxàtov,el qual va demanar a Stalin que traslladés Zeldóvitx i Khariton a Moscou per al programa d'armes nuclears.Zeldóvitx es va unir a un petit equip d'Ígor Kurtxàtov al laboratori secret, situat a Moscou, per endegar els treballs sobre la teoria de la combustió nuclear i es va convertir en cap del departament teòric a Arzamas-16 el 1946.
Zeldóvitx va elaborar un informe científic amb Issai Gurévitx, Issaak Pomerantxuk i Iuli Khariton sobre la viabilitat d'alliberar energia mitjançant la fusió nuclear provocada per una explosió atòmica i la va presentar a Igor Kurtxàtov.Zeldóvitx s'havia beneficiat dels coneixements físics i tècnics proporcionats pel físic alemany Klaus Fuchs i el físic nord-americà Theodore Hall, que havien treballat en el Projecte Manhattan estatunidenc per desenvolupar armes nuclears.
El 1949, Zeldóvitx va dirigir un equip de físics que va realitzar la primera prova nuclear, la RDS-1, basada aproximadament en el disseny nord-americà obtingut a través dels espies atòmics als Estats Units, tot i que va continuar el seu treball fonamental en la teoria explosiva.Zeldóvitx va començar a treballar per modernitzar els dissenys successius de l'arma nuclear i inicialment va deixar la tasca de concebre la bomba d'hidrogen a Andrei Sàkharov i Iuli Khariton.En el transcurs del seu treball sobre armes nuclears, Zeldóvitx va fer treball innovador en hidrodinàmica de la radiació i en la física de la matèria a alta pressió.
Entre 1950 i 1953, Zeldóvitx va realitzar càlculs necessaris per a la viabilitat de la bomba d'hidrogen, que van ser verificats per Andrei Sàkharov, tot i que ambdós grups van treballar paral·lelament en el desenvolupament de la fusió termonuclear. Tot i això, va ser Sàkharov qui va canviar radicalment l'enfocament de la fusió termonuclear, ajudat per Vitali Guínzburg el 1952.Va romandre associat a les proves nuclears mentre dirigia els laboratoris experimentals a Arzamas-16 fins a l'octubre de 1963, quan ho va deixar per anar al món acadèmic.

## El món acadèmic i la cosmologia
El 1952, Zeldóvitx va començar a treballar en el camp de les partícules elementals i les seves transformacions. Va predir la desintegració beta d'un pió. Juntament amb Semion Guerxtein va observar l'analogia entre les interaccions febles i les electromagnètiques i, el 1960, va predir el fenomen de la catàlisi dels muons (més precisament, la fusió dt-catalitzada per muó). El 1977, Zeldóvitx juntament amb Fiódor Xapiro van rebre la medalla Kurtxàtov, el màxim guardó en física nuclear de l'URSS,"per predir les propietats dels neutrons ultrafreds i la seva detecció i investigació". Va ser elegit acadèmic de l'Acadèmia de Ciències de l'URSS el 20 de juny de 1958. Va ser cap de divisió de l'Institut de Matemàtiques Aplicades de l'Acadèmia de Ciències de l'URSS des del 1965 fins al gener de 1983.

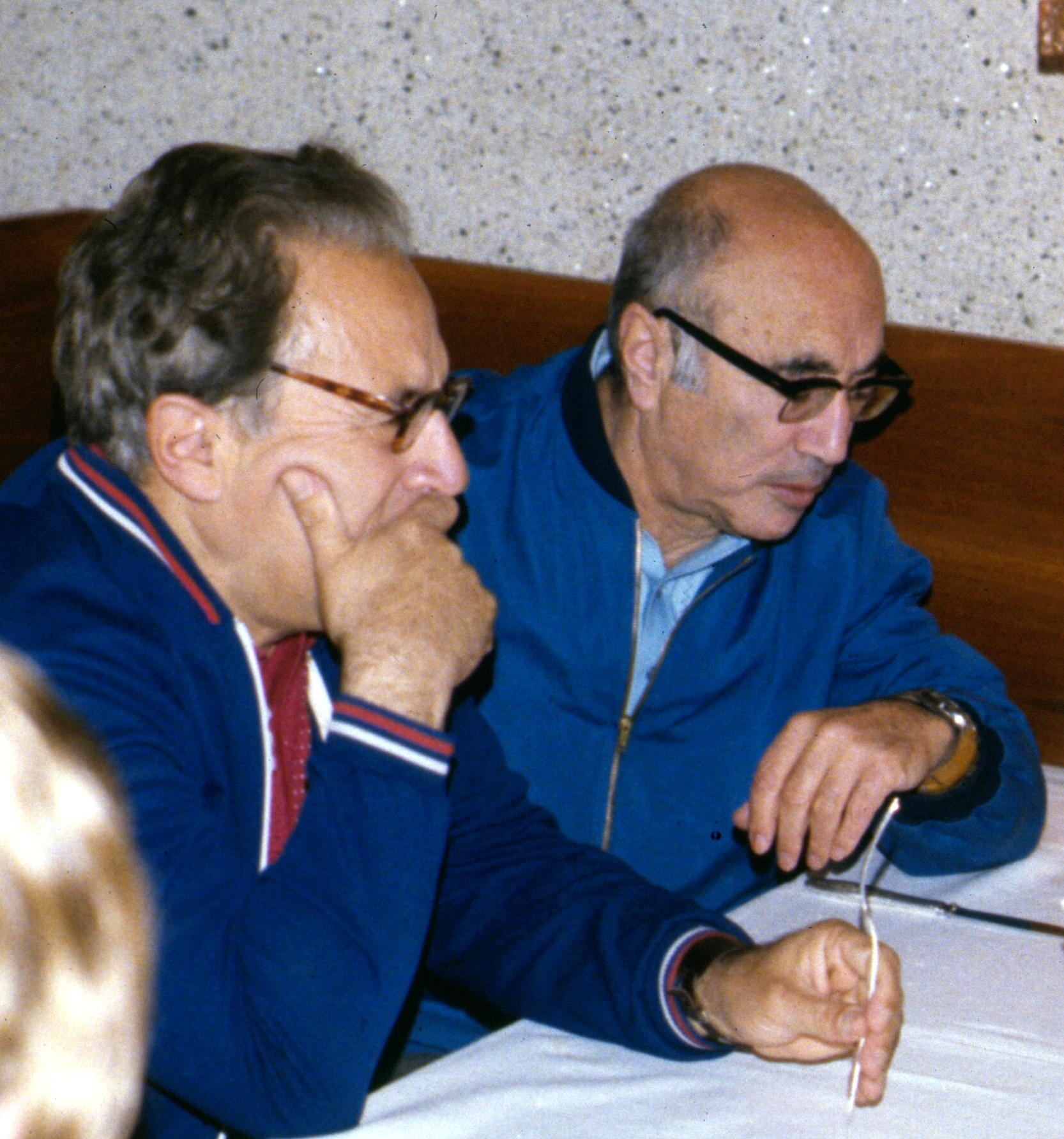
Zeldóvitx (dreta) amb l'astrofísic Ióssif Xklovski el 1977

A principis dels anys seixanta, Zeldóvitx va començar a treballar en astrofísica i cosmologia física. El 1964, ell i Edwin Salpeter, de manera independent, van ser els primers a suggerir que els discs d'acreció al voltant dels forats negres massius són els responsables de l'enorme quantitat d'energia irradiada pels quàsars. Des del 1965 va ser professor al Departament de Física de la Universitat Estatal de Moscou i cap de la divisió d'astrofísica relativista a l'Institut Astronòmic Sternberg. El 1966, ell i Ígor Nóvikov van ser els primers a proposar la cerca de forats negres candidats, entre sistemes binaris, en els quals una estrella és òpticament brillant i de raig X fosc i l'altra òpticament fosca, però de raig X brillant (el forat negre candidat).
Zeldóvitx va treballar en la teoria de l'evolució de l'univers calent, les propietats de la radiació còsmica de fons, l'estructura a gran escala de l'univers i la teoria dels forats negres.
En col·laboració amb Raixid Siuniàiev va crear la teoria de la dispersió de la radiació còsmica de fons per electrons i va predir un fenomen conegut com a efecte Siuniàiev-Zeldóvitx: un canvi en la intensitat de radiació còsmica de fons a causa de l'efecte Compton invers sobre electrons calents de gas interestel·lar i intergalactic.Utilitzant l'efecte Siuniàiev-Zeldóvitx, es pot mesurar el diàmetre d'un cúmul de galàxies i, a partir d'aquí, es poden utilitzar cúmuls de galàxies com a mesura estàndard per construir una escala de distància a l'Univers.
Alguns efectes previstos per Zeldóvitx van rebre confirmació experimental mitjançant el Telescopi de Cosmologia d'Atacama i el Telescopi del Pol Sud. Al final del segle XX i començament del segle xxi, es van descobrir regions buides gegants a l'Univers, envoltades de condensacions de galàxies, i una disminució de la temperatura de la brillantor d'emissió de radiació còsmica de fons en direcció cap a cúmuls de galàxies amb gas intergalàctic calent (efecte Siuniàiev-Zeldóvitx).

### Termodinàmica del forat negre
Zeldóvitx va tenir un paper clau en el desenvolupament de la teoria de l'evaporació del forat negre a causa de la radiació de Hawking. Durant la visita de Stephen Hawking a Moscou el 1973, els científics soviètics Zeldóvitx i Aleksei Starobinski van mostrar a Hawking que, segons el principi de la incertesa mecànica quàntica, els forats negres giratoris haurien de crear i emetre partícules.

## Publicacions

### Llibres
- Zel'dovich Ya.B., Ruzmaikin A.A.,. Dynamo Problems in Astrophysics (en anglès).  Cambridge Scientific Publishers, 2015. ISBN 978-1908106445.
- Zel'dovich Ya.B., Novikov I.D.,. Stars and Relativity (en anglès).  Dover, 2014.
- Zel'dovich Ya.B., Raizer Yu.P.,. Physics of Shock Waves and High-Temperature Hydrodynamic Phenomena, Volume 1 (en anglès).  Dover, 2012.
- Zel'dovich Ya.B., Raizer Yu.P.,. Physics of Shock Waves and High-Temperature Hydrodynamic Phenomena, Volume 2 (en anglès).  Dover, 2012.
- Zel'dovich Ya.B.,. Selected Works of Yakov Borisovich Zeldovich: Particles, Nuclei, and the Universe (en anglès).  Princeton University Press, 1993. ISBN 978-0691087429.
- Zel'dovich Ya.B.,. Selected Works of Yakov Borisovich Zeldovich: Chemical Physics and Hydrodynamics (en anglès).  Princeton University Press, 1992. ISBN 978-0691085944.
- Zel'dovich Ya.B.,. My Universe: Selected Reviews (en anglès).  Routledge, 1992. ISBN 978-3718650040.
- Zel'dovich Ya.B., Ruzmaikin A.A., Sokoloff D.D.,. Magnetic Fields in Astrophysics (en anglès).  Gordon & Breach Science Pub, 1990. ISBN 978-0677223308.
- Zel'dovich Ya.B., Barenblatt G., Librovich V.B., Makhviladze G.M.,. The Mathematical Theory of Combustion and Explosions (en anglès).  Consultants Bureau, 1985. ISBN 978-0306109744.
- Zel'dovich Ya.B., Pilipetsky N.F., Shukunov V.V.,. Principles of Phase Conjugation (en anglès).  Springer, 1985. ISBN 978-3-662-13573-0.
- Zel'dovich Ya.B., Novikov I.D.,. Relativistic Astrophysics: The Structure and Evolution of the Universe vol 2 (en anglès).  University of Chicago Press, 1983. ISBN 978-0226979571.
- Zel'dovich Ya.B., Novikov I.D.,. Relativistic Astrophysics: Stars and Relativity vol 1 (en anglès).  University of Chicago Press, 1971. ISBN 978-0226979557.
- Zel'dovich Ya.B., Raizer Yu.P.,. Elements of Gasdynamics and the Classical Theory of Shock Waves (en anglès).  Academic Press, 1968.
- Zel'dovich Ya.B., Kompaneets A.S.,. Theory of Detonation (en anglès).  Academic Press, 1960.
- Zel'dovich Ya.B., Yaglom I.M.,. Higher mathematics for beginning physicists and engineers (en anglès).  Prentice Hall, 1988. ISBN 978-0133876482.

## Premis i honors
- Tres vegades Heroi del Treball Socialista (29/10/1949, 01/04/1954, 11/09/1956)
- Tres Ordes de Lenin (29.07.1949, 03/07/1962, 03/07/1974)
- Orde de la Revolució d'Octubre (07/03/1984)
- Dues Ordes de la Bandera Roja del Treball (10/06/1945, 03/07/1964)
- Orde de la Insígnia d'Honor (03/07/1954)
- Premi Lenin (07/07/1956)
- Premi Stalin (1943, 29/10/1949, 06/08/1951, 31/12/1953)
- Medalla honorífica Numa Manson (1977) pel seu treball en la dinàmica de gasos d'explosions i ones de xoc
- Medalla Kurtxàtov de l'Acadèmia de Ciències de l'URSS (1977)
- Medalla Bruce de la Societat Astronòmica del Pacífic (1983)
- Medalla d'Or de la Royal Astronomical Society (1984)
- Medalla Dirac del Centre Internacional de Física Teòrica (1985)
- Premi Friedman (2002) per una sèrie de treballs titulada "Efecte de disminuir la brillantor de la radiació còsmica de fons en direcció als cúmuls de galàxies".
- Membre estranger de la Leopoldina alemanya (1972)
- Membre estranger de l'Acadèmia Americana de les Arts i les Ciències (1975)
- Membre estranger de la Royal Society of London (1979)
- Membre estranger de l'Acadèmia Nacional de Ciències dels Estats Units (1979)
- Membre estranger de l'Acadèmia de Ciències d'Hongria (1983)
- Membre honorari de diverses societats físiques i universitats.

El 9 de maig de 2001, en honor de Iàkov Zeldóvitx, un asteroide descobert el 29 d'agost de 1973 per Tamara Smirnova a l'Observatori Astrofísic de Crimea va rebre el nom de "11438 Zeldovich".
Ígor Kurtxàtov el va anomenar "geni" i Andrei Sàkharov el va qualificar com "un home d'interessos científics universals". El famós físic britànic Stephen Hawking va escriure a Zeldóvitx, després de reunir-se amb ell:
| « | Ara sé que ets una persona real i no un grup de científics com Bourbaki". | » |

## Alumnes notables
- Gurguen Askarian
- Guennadi Semiónovitx Bisnovati-Kógan
- Leonid Grisxiuk
- Serguei Kopeikin
- Vladímir Lipunov
- Aleksei Starobinski
- Ígor Nóvikov
- Raixid Siuniàiev
- Nikolai Xakura